# Mercedes-Benz O 321
Le Mercedes-Benz O 321 H est un autobus à moteur arrière de la marque Mercedes-Benz, produit en 29 586 exemplaires du 6 décembre 1954 à 1970. Les deux tiers de la production viennent de l'usine de Daimler-Benz AG à Mannheim en Allemagne, quatre unités ont été construites en Argentine, 116 en Grèce et environ 11 000 au Brésil. Les O 321 H qui n'étaient pas assemblés en Allemagne étaient préfabriqués à Mannheim, puis expédiés pour l'assemblage final. Cet autobus partage une partie de la technologie d'entraînement avec le camion L 321.

## Caractéristiques
L'O 321 H est un car à plancher surélevé à deux essieux avec un moteur arrière. Il peut accueillir neuf ou, dans la version longue (O 321 H-L), onze rangées de sièges. La carrosserie était soudée au plancher et autoporteuse. Des espaces bagages (soutes) étaient possibles sous l'habitacle. Les deux essieux sont rigides et suspendus à l'arrière à deux ressorts à lames semi-elliptiques chacun avec un stabilisateur supplémentaire ; à l'avant, des ressorts hélicoïdaux avec des ressorts supplémentaires et des amortisseurs télescopiques sont installés comme éléments d'amortissement. L'essieu avant a des pneus simples, l'essieu arrière a des pneus doubles. Les pneus 8.25-20 eHD sont montés sur des jantes à épaulement coniques en acier de 6.5-20. Un système de direction à recirculation de billes Daimler-Benz avec une biellette non divisée est utilisé pour la direction ; l'O 321 H était également disponible en conduite à droite. Un système de freinage hydraulique avec assistance à air comprimé (servo frein) est utilisé pour le freinage ; le O 321 H est équipé de freins à tambour sur toutes les roues.
Le moteur est installé dans le sens de la longueur à l'arrière. Un moteur diesel (chez Daimler-Benz : moteur à huile) du type OM 321 a été installé en standard. L'OM 322 était également disponible à partir de 1962. Les deux moteurs sont des moteurs à préchambre injection indirecte à six cylindres en ligne qui sont techniquement très similaires. Ils diffèrent principalement par un rapport alésage / course modifié et donc différentes tailles de déplacement. L'OM 321 a une cylindrée de 5 103 cm3 et a une puissance de 110 ch DIN. L'OM 322 a une cylindrée de 5 675 cm3 et a une puissance de 126 ch DIN. La puissance d'entraînement est transmise du moteur à l'essieu arrière via un embrayage monodisque à sec de type Fichtel & Sachs H 32 BH et une boîte de vitesses à cinq vitesses entièrement synchronisée et à changement manuel de type Daimler-Benz G 32. Selon la conception du bus, le rapport de démultiplication de la boîte de vitesses aux roues arrière est de 5,72:1 pour les bus et autocars interurbains ou de 6,83:1 pour les bus urbains.

## Spécifications techniques
| Paramètres                                | O 321 H (1958)                                                                             | O 321 H (1961)                                                                             | O 321 H-L (1960)                                                                           | O 321 H-L (1962)                                                                           |
| Dimensions et poids (mm / kg)             | Dimensions et poids (mm / kg)                                                              | Dimensions et poids (mm / kg)                                                              | Dimensions et poids (mm / kg)                                                              | Dimensions et poids (mm / kg)                                                              |
| ----------------------------------------- | ------------------------------------------------------------------------------------------ | ------------------------------------------------------------------------------------------ | ------------------------------------------------------------------------------------------ | ------------------------------------------------------------------------------------------ |
| Empattement                               | 4 180                                                                                      | 4 180                                                                                      | 5 550                                                                                      | 5 550                                                                                      |
| Voie avant                                | 1 905                                                                                      | 1 875                                                                                      | 1 875                                                                                      | 1 905                                                                                      |
| Voie arrière                              | 1 700                                                                                      | 1 745                                                                                      | 1 725                                                                                      | 1 745                                                                                      |
| Garde au sol                              | 255                                                                                        | 255                                                                                        | 255                                                                                        | 255                                                                                        |
| Longueur                                  | 9 230                                                                                      | 9 230                                                                                      | 10 600                                                                                     | 10 595                                                                                     |
| Largeur                                   | 2 500                                                                                      | 2 500                                                                                      | 2 500                                                                                      | 2 500                                                                                      |
| Hauteur                                   | 2 900                                                                                      | 2 830                                                                                      | 2 830                                                                                      | 2 830                                                                                      |
| Porte-à-faux avant                        | 2 310                                                                                      | 2 310                                                                                      | 2 310                                                                                      | 2 300                                                                                      |
| Porte-à-faux arrière                      | 2 740                                                                                      | 2 740                                                                                      | 2 740                                                                                      | 2 745                                                                                      |
| Rayon de braquage                         | 16 000                                                                                     | 16 000                                                                                     | 19 600                                                                                     | 19 600                                                                                     |
| Poids à vide                              | Selon la structure                                                                         | Selon la structure                                                                         | Selon la structure                                                                         | Selon la structure                                                                         |
| Masse totale maximale admissible          | 9 300                                                                                      | 9 300                                                                                      | 10 200                                                                                     | 10 750                                                                                     |
| Moteur                                    |                                                                                            |                                                                                            |                                                                                            |                                                                                            |
| Désignation du moteur                     | OM 321                                                                                     | OM 321                                                                                     | OM 321                                                                                     | OM 322                                                                                     |
| Type de moteur                            | Six cylindres en ligne-Quatre temps-Injection indirecte-Moteur atmosphérique Moteur diesel | Six cylindres en ligne-Quatre temps-Injection indirecte-Moteur atmosphérique Moteur diesel | Six cylindres en ligne-Quatre temps-Injection indirecte-Moteur atmosphérique Moteur diesel | Six cylindres en ligne-Quatre temps-Injection indirecte-Moteur atmosphérique Moteur diesel |
| Direction des soupapes                    | Moteur à soupapes en tête                                                                  | Moteur à soupapes en tête                                                                  | Moteur à soupapes en tête                                                                  | Moteur à soupapes en tête                                                                  |
| Système de refroidissement                | Refroidissement par eau                                                                    | Refroidissement par eau                                                                    | Refroidissement par eau                                                                    | Refroidissement par eau                                                                    |
| Ordre d'allumage                          | 1-5-3-6-2-4                                                                                | 1-5-3-6-2-4                                                                                | 1-5-3-6-2-4                                                                                | 1-5-3-6-2-4                                                                                |
| Masse                                     | 385 kg                                                                                     | 400 kg                                                                                     | 385 kg                                                                                     | 410 kg                                                                                     |
| Taux de compression                       | 21:1                                                                                       | 20,3:1                                                                                     | 20,8:1                                                                                     | 22,7:1                                                                                     |
| Pression de travail moyenne               | 7,35 bars                                                                                  | 7,35 bars                                                                                  | 7,35 bars                                                                                  | 7,85 bars                                                                                  |
| Pression d'injection                      | 132,39 bars                                                                                | 127,5–137,3 bars                                                                           | 132,39 bars                                                                                | 127,5–137,3 bars                                                                           |
| Alésage × course                          | 95 × 120 mm                                                                                | 95 × 120 mm                                                                                | 95 × 120 mm                                                                                | 97 × 128 mm                                                                                |
| Cylindrée                                 | 5 103 cm3                                                                                  | 5 103 cm3                                                                                  | 5 103 cm3                                                                                  | 5 675 cm3                                                                                  |
| Puissance maximale                        | 110 ch DIN / 81 kW (120 ch SAE brut) à 3 000 tr/min                                        | 110 ch DIN / 81 kW (120 ch SAE brut) à 3 000 tr/min                                        | 110 ch DIN / 81 kW (120 ch SAE brut) à 3 000 tr/min                                        | 126 ch DIN / 93 kW (138 ch SAE brut) à 2 800 tr/min                                        |
| Couple maximal                            | 299 N m à 1 600 tr/min                                                                     | 299 N m à 1 600 tr/min                                                                     | 299 N m à 1 600 tr/min                                                                     | 353 N m à 1 600 tr/min                                                                     |
| Données supplémentaires                   |                                                                                            |                                                                                            |                                                                                            |                                                                                            |
| Consommation de carburant selon DIN 70030 | 15,2 L/100 km                                                                              | 15,2 L/100 km                                                                              | 16 L/100 km                                                                                | 15,8 L/100 km                                                                              |
| Vitesse de pointe                         | 95 km/h                                                                                    | 92,2 km/h                                                                                  | 95 km/h                                                                                    | 86,1 km/h                                                                                  |
| Rapports de démultiplication              | 1. Gang: 8,02 2. Gang: 4,785 3. Gang: 2,736 4. Gang: 1,663 5. Gang: 1,00 R-Gang: 8,29      | 1. Gang: 8,02 2. Gang: 4,785 3. Gang: 2,736 4. Gang: 1,663 5. Gang: 1,00 R-Gang: 8,29      | 1. Gang: 8,02 2. Gang: 4,785 3. Gang: 2,736 4. Gang: 1,663 5. Gang: 1,00 R-Gang: 8,29      | 1. Gang: 8,02 2. Gang: 4,769 3. Gang: 2,754 4. Gang: 1,66 5. Gang: 1,00 R-Gang: 8,29       |